# Лабро, Филипп
Фили́пп Лабро́ (фр. Philippe Labro; 27 августа 1936, Монтобан, Тарн и Гаронна — 4 июня 2025, Париж) — французский писатель, журналист и режиссёр. Работал на RTL, Paris Match, TF1 и Antenne 2. Лауреат Prix Interallié, французской литературной премии, основанной в 1930 году, которая была ему присуждена за автобиографию «L'Étudiant étranger» в 1986 году. Великий офицер ордена Почётного легиона (2025).
В возрасте восемнадцати лет покинул Францию, чтобы учиться в университете Вашингтона и Ли в Вирджинии. Затем путешествовал по Соединенным Штатам. По возвращении в Европу стал репортёром. С 1960 по 1962 год, во время алжирской войны, Лабро был военным. Затем вернулся к журналистской деятельности. Во время освещения убийства Джона Кеннеди для французской газеты France-Soir встретил Джека Руби в Далласе за несколько дней до того, как тот застрелил Ли Харви Освальда; таким образом он был впоследствии официально допрошен Комиссией Уоррена.
Он написал и снял много фильмов и был близким другом Жан-Пьера Мельвиля, как он вспоминает в документальном фильме «Код Мельвиля» 2008 года. С 1985 по 2000 год был директором программ на RTL, став вице-президентом станции в 1992 году.
Умер от рака 4 июня 2025 года в возрасте 88 лет в Париже.

## Избранная фильмография
- Без видимых причин — с Жаном-Луи Трентиньяном (1971)
- Наследник — с Жаном-Полем Бельмондо (1973)
- Случайность и насилие — с Ивом Монтаном и Кэтрин Росс (1974)
- Частный детектив — с Жаном-Полем Бельмондо (1976)
- Преступление — с Клодом Брассёром, Жаном-Луи Трентиньяном и Жаном-Клодом Бриали (1983)
- Берег правый, берег левый — с Жераром Депардье, Натали Бэй и Кароль Буке (1984)

## Награды
- 2002 — офицер ордена Почётного легиона
- 2010 — командор ордена Почётного легиона[7]
- 2025 — великий офицер ордена Почётного легиона